# Rob Guest
Robert John Guest, detto Bob (Birmingham, 17 luglio 1950 – Melbourne, 2 ottobre 2008), è stato un attore e cantante inglese naturalizzato neozelandese, noto soprattutto come interprete di musical teatrali.
È molto conosciuto per la sua interpretazione del Fantasma dell’Opera in numerose produzioni del musical di Andrew Lloyd Webber “The Phantom of the Opera”. 
Ha ricoperto questo ruolo per oltre sette anni, per un numero totale di 2,289 repliche, superando così lo stesso Michael Crawford, primo cantante a ricoprire questo ruolo. Ancora oggi Guest viene ricordato come il secondo attore ad aver interpretato il ruolo del Fantasma più a lungo, dopo Howard McGillin.

## Biografia
Rob Guest nacque a Birmingham (Inghilterra), ma si trasferì in Nuova Zelanda con la famiglia quando aveva solo 13 anni; stettero in Canada per un certo periodo, per poi ritornare ad Auckland, dove frequentava il Mt Albert Grammar School e l'Avondale College.
Rob andò in Australia per la prima volta nel 1970 con la band “Sark”, e qui si esibì al Whisky Au Go-Go a Sydeny. Visto che la sua carriera come cantante  non riusciva a decollare, ritornò in Nuova Zelanda e divenne un cantante pop, esibendosi alla radio ed in alcuni show molto popolari, come l’Happen Inn.. Cominciò anche a collaborare con la Hamilton Operatic Society per produzioni musicali di “Half a Sixpence” e “Joseph and the Amazing Technicolor Dreamcoat”.
Ottenne il suo primo ruolo in una produzione con una compagnia professionistica in “Jesus Christ Superstar” all'età di 22 anni. In seguito divenne un cantante molto popolare e portò le sue canzoni in giro per il mondo. Nel 1978 vinse al “Korean Song Festival” come miglior cantante, e l'anno successivo venne votato come “cantante neozelandese più popolare dell'anno”.
Nel 1981 si trasferì negli Stati Uniti con la sua prima moglie, Lynette Perry, dove trascorse gran parte degli anni ottanta prendendo parte a numerosi show a Las Vegas, Atlantic City, Reno (Nevada) e Lake Tahoe..
Nel 1985 Guest vinse il premio FIDOF a Las Vegas per la sua performance nel World Song Festival. Dunque tornò in Nuova Zelanda ed aprì uno studio fotografico, pur continuando a recitare e cantare. Nel 1988 venne proclamato “miglior attore teatrale neozelandese dell'anno”.
In seguito, Rob Guest si trasferì in Australia quando fu scelto per interpretare Jean Valjean nella produzione locale de “Les Misérables, in tour intercontinentale che lo vide impegnato per tre anni e mezzo. Per la sua interpretazione nel ruolo del protagonista del musical vinse un Green Room Award come miglior attore protagonista in un musical..
L'anno seguente seguì Anthony Warlow nella produzione australiana del musical di Andrew Lloyd Webber “The Phantom of the Opera”, ricoprendo il ruolo del protagonista dal dicembre 1991 all'ottobre 1998, per un totale di 2289 rappresentazioni..
Durante questo periodo partecipò anche nel game show “Man o Man” e, nel 1995, fu chiamato a Londra per diventare uno dei diciassette “Jean Valjean” nel concerto celebrativo “Les Misérables: The Dream Cast in Concert”. Nella stagione teatrale 1998-99 tornò ad interpretare Jean Valjean nel decimo anniversario della produzione australiana de “Les Misérables” .
Rob Guest divenne Ufficiale dell'Ordine dell'Impero Britannico il 1º gennaio 1994 per i servizi resi all'industria dell'intrattenimento neozelandese..
Intanto, il suo primo matrimonio era finito e nel 1994 si risposò con la cantante Judy Barnes, da cui ebbe i due figli Christopher e Amy. Anche questo matrimonio terminò con il divorzio della coppia.

### La morte
La sera del 20 settembre 2008 Rob Guest fu ricoverato al St Vincent's Hospital di Melbourne a causa di un ictus. Qui morì la mattina del 2 ottobre , con al fianco gli amici, i figli Chris e Amy e la nuova moglie Kellie Dickerson .
In quel periodo Guest stava recitando nel ruolo del Mago di Oz nella produzione australiana del musical “Wicked”, che aveva aperto a Melbourne nel luglio 2008.
Sua moglie, Kellie Dickerson, era la regista di questa produzione. Il 13 ottobre 2008 si tenne, in suo onore, un grande concerto al Regent Theatre, dove si esibirono molti artisti del mondo del musical.
Sei settimane dopo la sua morte, Bart Newton prese il suo posto nel musical “Wicked”.

## Teatrografia parziale
Guest ha ricoperto circa quaranta ruolo in musical differenti. Tra questi i più importanti sono:
- Jekyll & Hyde come Jekyll e Hyde
- Jesus Christ Superstar come Jesus Christ.
- Jolson as Al Jolson
- Joseph and the Amazing Technicolor Dreamcoat come Joseph
- Les Misérables come Jean Valjean
- Man O Man
- Pippin come Pippin
- The Music Man come Harold Hill
- The Phantom of the Opera come Phantom
- The Sound of Music come Captain Von Trapp
- Sweeney Todd: The Demon Barber of Fleet Street come Sweeney Todd
- Wicked come The Wizard

## Riconoscimenti
- Entertainer of the Year[7]
- Recording Artist of the Year[7]
- Theatrical Performer of the Year[7]
- Benny Award Winner[7]
- Shure Gold Microphone Award[7]
- Green Room Awards –Miglior attore protagonista– Jean Valjean[7]
- Best Performance Award – Los Angeles – Los Angeles Song Festival[7]
- F.I.D.O.F Award. Seoul Korea[7]
- Helpmann Award – Miglior attore in un musical– Wicked